# Стрыйская городская община
Стрыйская городская общи́на (укр. Стрийська міська громада) — территориальная община в Стрыйском районе Львовской области Украины.
Административный центр — город Стрый.
Население составляет 99 540 человек. Площадь — 549,8 км².

## Населённые пункты
В состав общины входит 1 город (Стрый), 1 посёлок (Дашава) и 45 сёл:
- Бережница
- Братковцы
- Великие Дедушичи
- Верчаны
- Вовня
- Гайдучина
- Голобутов
- Диброва
- Добровляны
- Добряны
- Жулин
- Завадов
- Загорное
- Заплатин
- Заречное
- Йосиповичи
- Кавское
- Комаров
- Куты
- Ланы-Соколовские
- Лановка
- Лисятичи
- Лотатники
- Луг
- Малые Дедушичи
- Миртюки
- Нежухов
- Алексичи
- Подгорцы
- Песчаны
- Подорожное
- Пукеничи
- Пятничаны
- Райлов
- Розгирче
- Семигинов
- Сыхов
- Слободка
- Стриганцы
- Стрелков
- Угерско
- Угольня
- Ходовичи
- Счастливое
- Ярушичи